# Quaqtaq
Pour Quaqtaq (terre réservée inuit), voir Quaqtaq (terre réservée inuit).
Quaqtaq (inuktitut : ᖁᐊᕐᑕᖅ) est un village nordique du Nunavik de l'administration régionale Kativik situé dans la région administrative du Nord-du-Québec, au Québec, au Canada.

## Toponymie
Dans les années 1950, la communauté est connue sous le nom de Koartak. En 1961, la communauté est renommée Notre-Dame-de-Koartac, dans le cadre d'une opération de francisation des toponymes du Nouveau-Québec. En 1980, le village prend officiellement le nom Quaqtaq.
Quaqtaq est aussi le nom d'une terre réservée inuit.
La toponymie du village signifie « ver intestinal ».

## Géographie
Le village est situé sur une péninsule entre la baie Diana et la baie d'Ungava, près du cap Hopes Advance.

## Histoire
On recense les premiers habitants aux alentours de Quaqtaq il y a environ 3 500 ans.  
La présence de quelques familles est constatée à Cape Hopes Advance à partir de 1916, et à la baie Diana en 1920, alors qu'Herbert Hall y établit un poste de traite privé. Le détroit d'Hudson constitue un endroit de prédilection pour les chasseurs inuits, y trouvant des phoques et des bélugas en abondance.
Le record de vent le plus fort de l'histoire du Québec (201,1 km/h) a été enregistré près de Quaqtaq, le 18 novembre 1932. Dans les années 1960, la population de Kangirsuk envisage la possibilité de se déplacer vers Quaqtaq.
Le premier centre de soins infirmiers est fondé en 1963. S'ensuivra la construction d'un magasin et d'un bureau de poste pendant la même décennie. La communauté est constituée en village nordique en 1980. En 1996, le Corps de police régional Kativik commence à assurer les services policiers pour le village.

## Démographie

### Population
| 1981 | 1996 | 2001 | 2006 | 2011 | 2016 |
| ---- | ---- | ---- | ---- | ---- | ---- |
| 150  | 257  | 305  | 315  | 376  | 403  |

### Langues
À Quaqtaq, selon l'Institut de la statistique du Québec, la langue la plus parlée le plus souvent à la maison en 2011 sur une population de 375 habitants, est l'inuktitut à 92 %, le français à 2,67 % et l'anglais à 4 %.

## Administration
| Période                                  | Période  | Identité        | Étiquette | Qualité |
| ---------------------------------------- | -------- | --------------- | --------- | ------- |
| ?                                        | 2015     | Eva Deer        |           |         |
| 2015                                     | 2018     | Robert Deer Sr. |           |         |
| 2018                                     | En cours | Jusipi Kulula   |           |         |
| Les données manquantes sont à compléter. |          |                 |           |         |

## Éducation
La Commission scolaire Kativik administre l'École Isummasaqvik.